# Iceberg

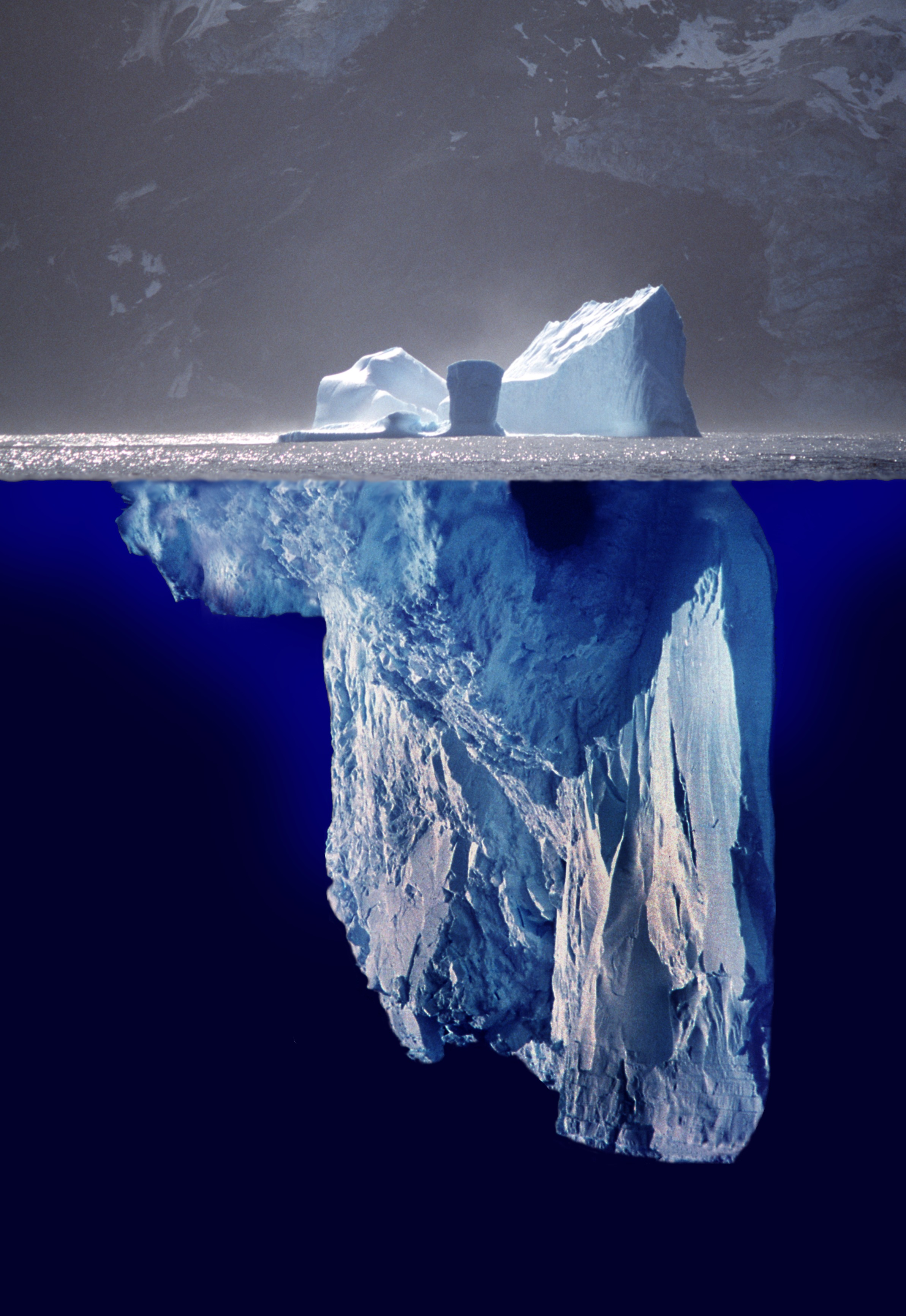
Iceberg; Fotomuntatge de com es veu un iceberg de gel sencer sota l'aigua.

Un iceberg (de l'anglès iceberg) és una gran massa de gel flotant que s'ha desprès d'una glacera i que sobresurt en part de la superfície del mar. El gel glacial dels icebergs, procedent de neu comprimida, té una densitat al voltant de 0,89 g/cm³, cosa que fa que el volum que mostra per sobre del nivell de l'aigua d'una mica més del 10% del seu volum total.
No s'ha de confondre amb les banquises, que són plaques gelades de la superfície del mar que també floten a la deriva, encara que amb una morfologia i perillositat força diferents.

## Etimologia
La paraula prové de l'anglès iceberg (/'aɪsbɜ:(r)g/) i aquesta al seu torn del neerlandès mitjà ijsberg, literalment «muntanya de gel». Altres llengües germàniques empren paraules similars per referir-se al mateix concepte; així, en alemany es diu eisberg, en baix saxó iesbarg i en suec isberg.
El terme «iceberg» és un estrangerisme acceptat i adoptat en català, i així ha de pronunciar-se d'acord amb les regles d'aquest idioma (/isə'βɛɾk/), tot i que la seva pronunciació anglesa tingui certa acceptació.

## Descripció

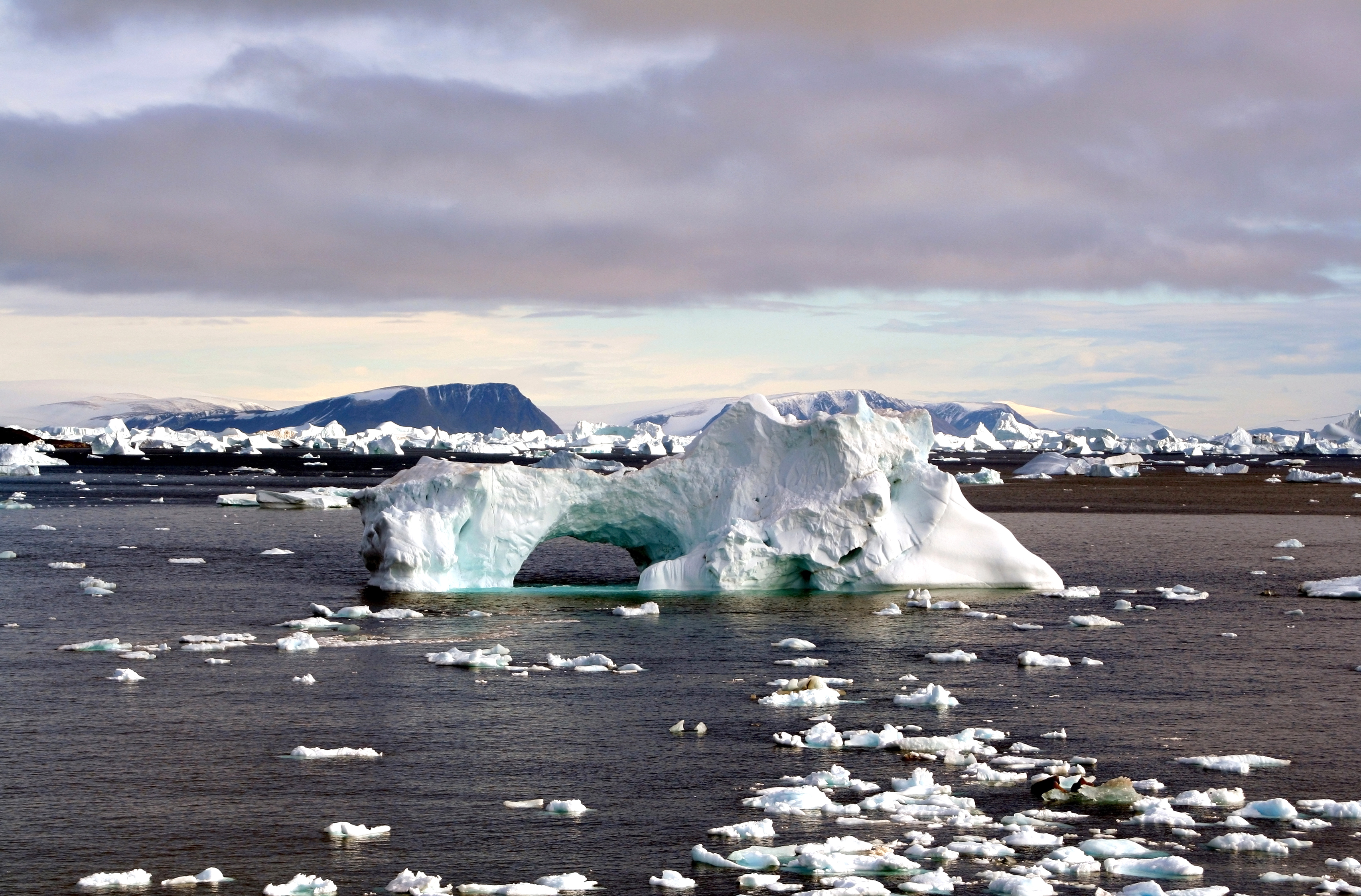
Iceberg a Cap York, Groenlàndia.

Els icebergs provinents de les glaceres àrtiques solen tenir formes irregulars. Els que es formen per la desfeta de les plataformes antàrtiques solen ser de forma tabular, és a dir, amb la superfície emergida totalment plana.
En desprendre's de les zones polars, els icebergs es desplacen cap a latituds mitjanes, en part ajudats pels corrents marins freds d'origen àrtic, com és el cas del corrent de Labrador. A conseqüència d'això, aquestes grans masses de gel constitueixen un obstacle perillós en les rutes de navegació marítima. Un iceberg aparenta ser no gaire gran perquè sobresurt de l'aigua només la desena part del seu volum total, encara que, de fet, la seva part submergida pot arribar a tenir dimensions enormes. Per això constitueixen un greu perill per a la navegació, ja que les embarcacions poden danyar-se en cas de col·lisió. L'enfonsament del Titanic és l'exemple representatiu d'aquests perills, ja que és un cas conegut a nivell mundial que va fer comprendre el risc de la fragilitat d'un vaixell i les seves terribles conseqüències.

## Origen

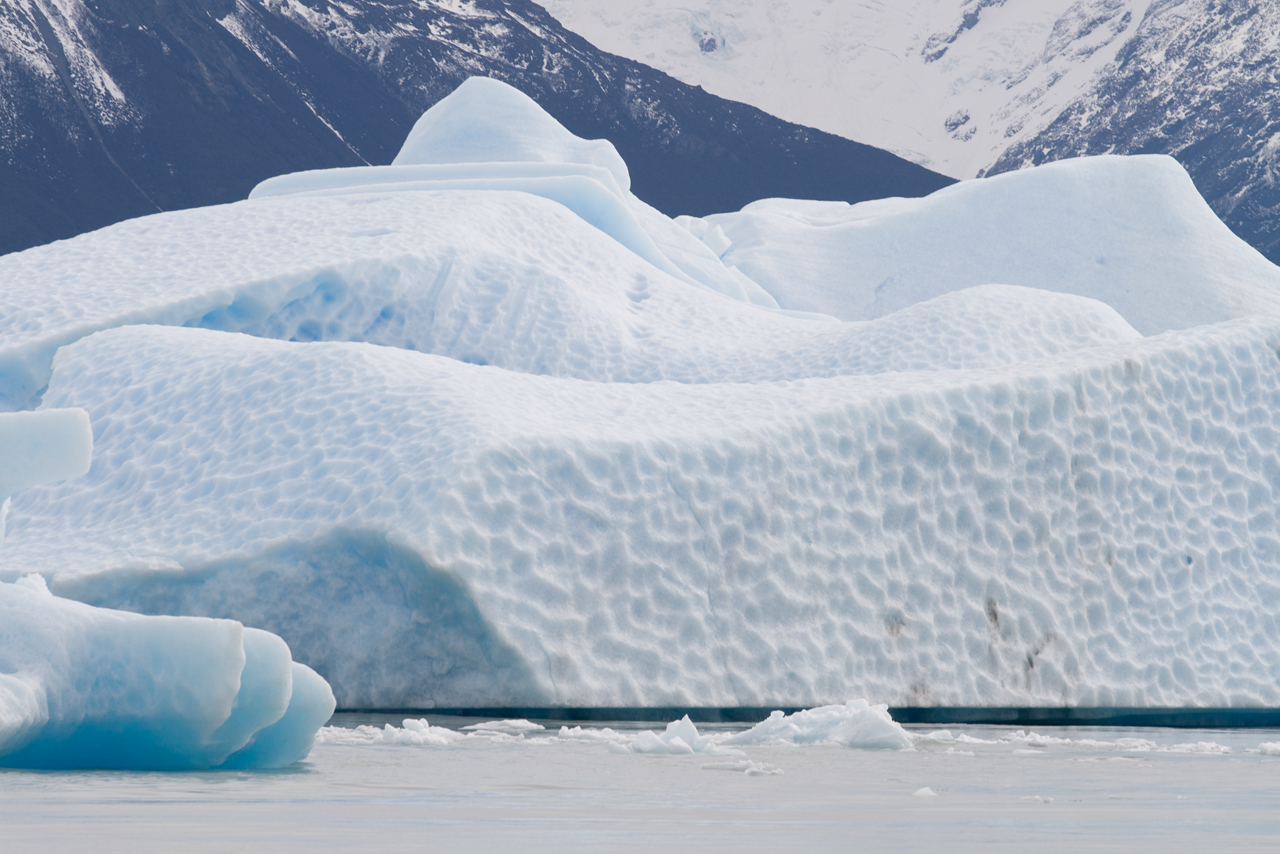
Icebergs al Llac Argentino, El Calafate.

El gel que forma els icebergs està originat en glaceres continentals de l'Antàrtida, i especialment de Groenlàndia, on es fragmenten en arribar a la costa en grans blocs de gel que són arrossegats pels corrents a latituds més baixes fins que es fonen i desapareixen. El Corrent del Labrador (també anomenat de Groenlàndia) és el que genera més icebergs. Els icebergs són d'aigua dolça perquè són d'origen continental i procedeixen de les glaceres formades per l'acumulació de gebre i neu a la superfície les glaceres. Amb el temps i l'acció de la pròpia embranzida perifèrica de la glacera a causa del seu propi pes, es desprenen blocs de gel. Així és com es formen els icebergs. El gel és menys dens que l'aigua; per això flota, i per això, també, no pot formar-se gel a certa profunditat: més encara, el gel que es forma en la banquisa de l'oceà Àrtic també està format en part, per aigua dolça tant per gebre com per neu, la qual cosa significa que procedeix de l'aigua atmosfèrica. També aquesta banquisa pot trencar-se per la mateixa acció de les ones i altres factors, però sempre es tracta de masses de gel poc compactes i de gruix reduït, per la qual cosa la seva vida resulta efímera. No obstant això, no han de confondre's els termes banquisa i iceberg; el primer respon a una capa de gel superficial d'alguns metres de gruix en els oceans Àrtic i Antàrtic i el segon es refereix al gel d'origen continental de gran espessor que es fragmenta en grans blocs en arribar surant al mar.

### Física del gel i l'aigua marina

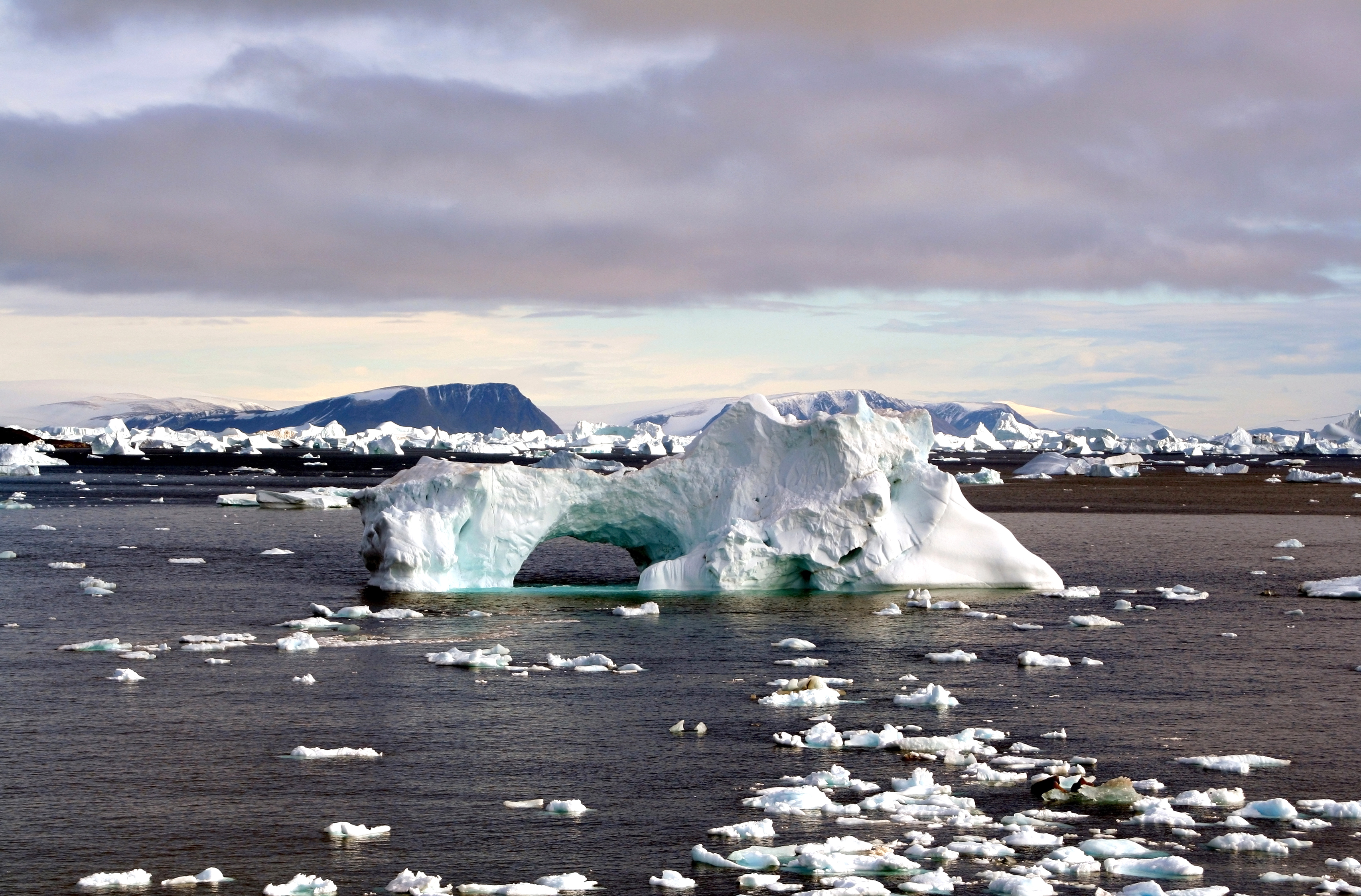
Iceberg a Cap York, Groenlàndia.

La temperatura de l'aigua en el fons de l'oceà té un valor fix al voltant dels 4 (°C (aquesta és la temperatura a la qual la seva densitat aconsegueix el seu major valor). Aquestes aigües del fons del mar queden com atrapades a aquesta profunditat; si augmentés la seva temperatura (per exemple per un volcà o guèiser en el fons oceànic) disminuiria la seva densitat i pujaria. També pot ascendir, per efecte de la rotació de la Terra, a les costes occidentals dels continents (aquest és el cas que es presenta a les costes occidentals de Groenlàndia) i en aquest cas també s'elevaria però seria d'aigües fredes (aquesta és la raó de l'existència de corrents freds a la zona intertropical).
Aquestes illes de gel existeixen gràcies a una propietat notable de l'aigua: en el seu estat sòlid té menor densitat que en estat líquid. Si no fos així, el gel s'acumularia en el fons dels oceans i no a la seva superfície.
El gel és també una excepció al món dels elements, i es deu al fet que la molècula de l'aigua (H2O) està polaritzada elèctricament. L'àtom d'oxigen atreu més als electrons que els àtoms d'hidrogen, la qual cosa imposa al gel una estructura de tipus cristal·lí (pel joc de l'atracció i de la repulsió elèctrica) que té menys densitat que si fos un sòlid amorf.

### Producció d'icebergs
La producció d'icebergs es relaciona amb la taxa de descàrrega de les plataformes de gel i dels fluxos que permeten l'eliminació de l'excés de càrrega provinent de les parts altes, que són un dels mecanismes de pèrdua de massa de la glacera. Una altra característica és la velocitat del flux, la qual pot ser més ràpida i no seguir la direcció de la totalitat de la massa de gel. Un dels principals factors interns que provoca el despreniment d'icebergs en els marges frontals d'una glacera és la sustentació que atorga la base sobre la qual s'està desplaçant o reptant.
Huges va demostrar l'any 2002 que els despreniments es deuen a la pèrdua de consistència del gel, que es presenta esquerdat, i a les tensions i esforços provocats pel seu propi pes. La propagació de les ruptures en les esquerdes fins a la base del gel produeix trencants de blocs complets provocant la caiguda de la paret de gel. Els processos de despreniment es veuen accelerats si el jaç glacial es troba en flotació, a causa de la disminució d'estabilitat que provoca l'aigua.

#### Icebergs originats a Groenlàndia

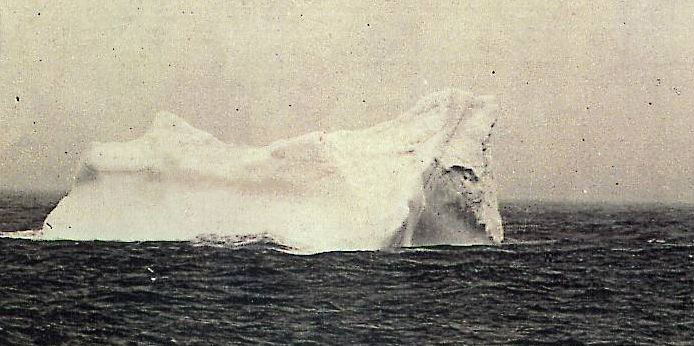
Possible iceberg que va provocar el naufragi del Titanic. Va ser fotografiat 5 dies després de la tragèdia pel mariner Stephan Rehorek, qui el va fotografiar després d'observar la línia vermella de la base.

Són els que presentaven major perillositat per a la navegació, pel fet que els seus efectes poden arribar a sentir-se en latituds força allunyades cap al sud, a causa del Corrent del Labrador que procedeix del nord-oest de Groenlàndia, on desemboquen diverses glaceres molt actives procedents alhora del casquet de gel de la gran illa àrtica. Amb el desenvolupament del sistema de radar i d'altres avenços de la navegació, aquesta perillositat s'ha reduït fins a gairebé desaparèixer, però les embarcacions que arriben a latituds elevades han d'atendre les característiques i mida dels icebergs, tenint en compte que la mida de qualsevol sol ser força més extens per sota de la seva línia de flotació que el que la seva altura permet inferir. La mida d'alguns icebergs en trencar-se pot ser molt gran, amb centenars de metres i fins i tot de centenars de km de diàmetre. Una interessant aplicació de la NASA, EOSDIS World View (Earth Observing System Data and Information System Worldview), disponible en accés lliure presenta una visió satel·litària de qualsevol lloc del món, dia a dia, on es pot verificar el desplaçament i la mida dels icebergs de qualsevol mida per exemple, els que es poden veure a la costa occidental de Groenlàndia. En aquesta imatge es poden veure centenars d'icebergs fragmentats de dimensions molt diferents entre si a la part superior de la imatge. Aquesta imatge es pot ampliar amb el zoom amb el signe +. La distinció entre núvols i icebergs resulta evident: en el cas dels núvols, tenen centenars de km de diàmetre i són més homogènies i no es troben només sobre el mar, mentre que els icebergs només es poden veure sobre el mar i són clarament distingibles quan s'acosta la imatge. El programa també de la NASA IOTD (Image Of The Day) també presenta moltes imatges d'icebergs i els seus moviments, especialment les que fan referència als icebergs de l'Antàrtida.

#### Icebergs originats a l'Antàrtida
La majoria d'aquests icebergs es produeixen tant al mar de Weddell, com al mar de Ross i procedeixen de la glacera continental en desprendre's i desembocar a l'oceà fracturant-se en arribar a mar obert. Poden ser de grans dimensions (centenars de km de longitud i fins a 50 m o més d'alçada). És similar al gel oceànic format a la superfície (banquisa) però de major profunditat i extensió mitjana per la qual cosa la seva desaparició pot produir-se al llarg de diversos anys després de la seva formació.

## Oceanografia i ecologia

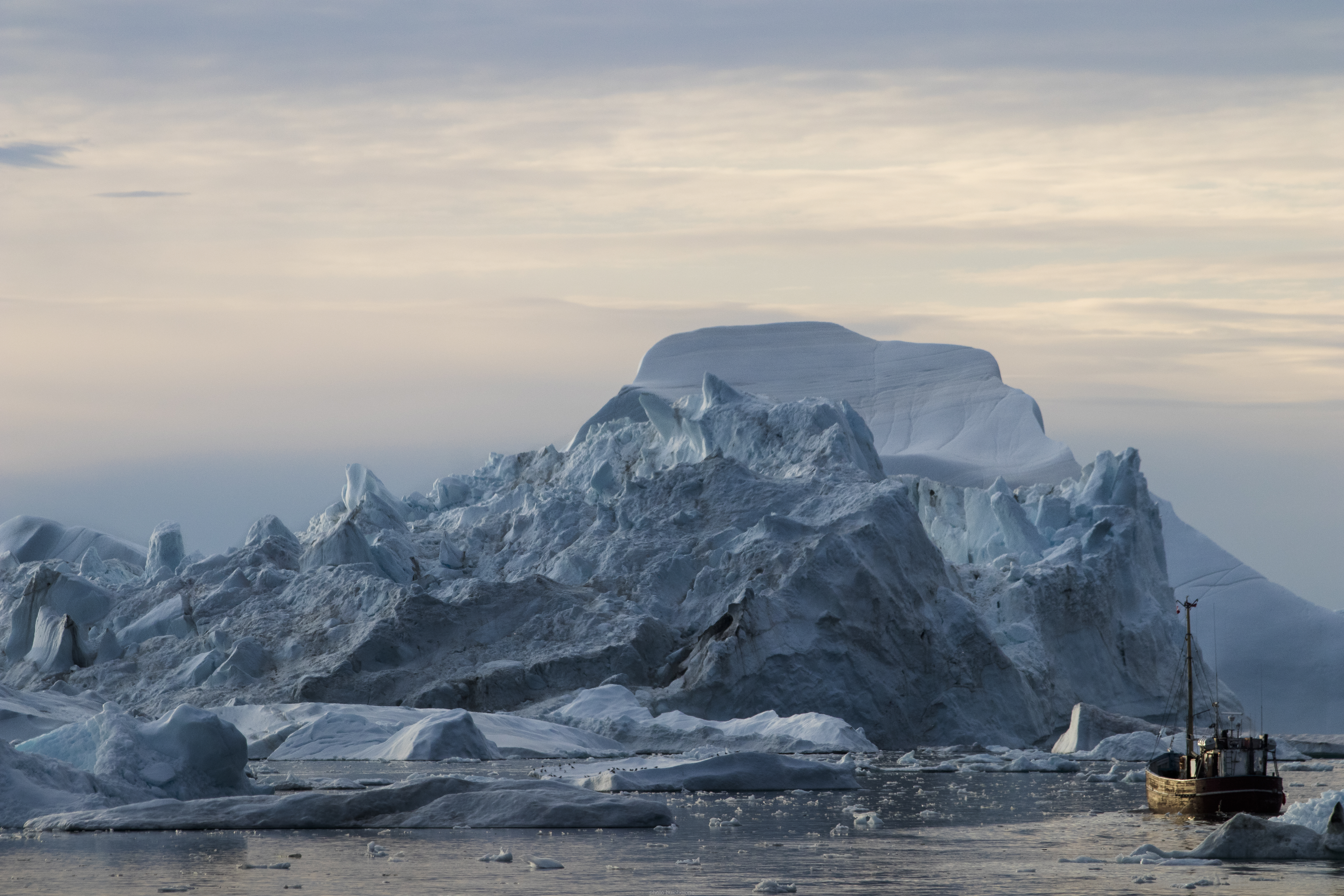
Icebergs a la Badia Disko

L'aigua dolça injectada a l'oceà per la fosa dels icebergs pot canviar la densitat de l'aigua de mar a les rodalies de l'iceberg. L'aigua dolça fosa alliberada en profunditat és més lleugera i, per tant, més flotant que l'aigua de mar circumdant, cosa que fa que pugi cap a la superfície. Els icebergs també poden actuar com a esculleres flotants, impactant les onades de l'oceà.
Els icebergs contenen concentracions variables de nutrients i minerals que s'alliberen a l'oceà durant la fosa. Els nutrients derivats dels icebergs, en particular el ferro contingut als sediments, poden impulsar la proliferació de fitoplàncton. Les mostres recol·lectades d'icebergs a l'Antàrtida, la Patagònia, Groenlàndia, Svalbard i Islàndia, però, mostren que les concentracions de ferro varien significativament, complicant els esforços per generalitzar els impactes dels icebergs als ecosistemes marins.

## Perillositat

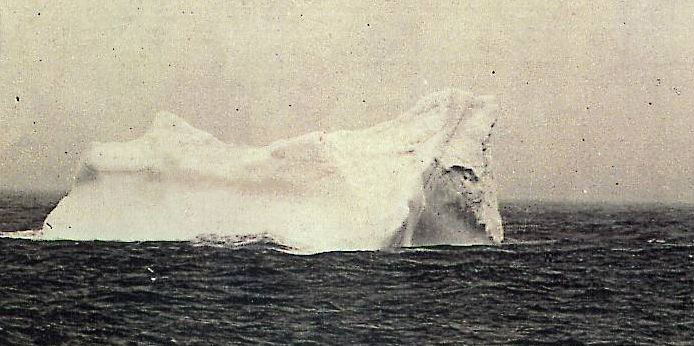
Iceberg que va enfonsar el Titanic. Va ser fotografiat 5 dies després de l'enfonsament pel mariner Stephan Rehorek, que el va reconèixer per la línia vermella a la base.

Els icebergs són masses de gel gegants i molt dures. Quan col·lideixen contra embarcacions poden destruir part de la seva estructura i produir el seu enfonsament, per la qual cosa els icebergs constitueixen un gran perill per a les embarcacions que naveguen pels oceans.
A l'octubre de 1974, un iceberg de la grandària de Londres (també es va comparar amb la grandària de l'illa de Manhattan) es va desprendre de la barrera de gel Antàrtica, encara que mai s'ha allunyat molt d'aquesta massa continental antàrtica per la raó que el corrent de deriva antàrtica la segueix tancant cap al continent.
Atès el seu gran volum i duresa, els icebergs són perillosos en la navegació de les zones properes als pols. Aquest perill és molt conegut per l'enfonsament del RMS Titanic, un gran navili transatlàntic de la White Star Line que viatjava a Nova York. El 14 d'abril de 1912, a les 11:40 de la nit, va detectar un iceberg just davant. El vaixell va tractar d'esquivar-lo virant cap a babord, però el seu casc va fregar l'iceberg per sota de la línia de flotació. La col·lisió va obrir obertures en tot el flanc del vaixell, provocant la seva inundació i posterior enfonsament enfront de les costes de Terranova.
Aquell iceberg, com molts d'altres, va ser arrossegat cap al sud pel corrent de Labrador, que sol portar-los cap a latituds més baixes, fins i tot fins al seu punt de trobada amb el corrent del Golf.